# آنا فيسك
آنا فيسك (من مواليد 5 سبتمبر 1964) هي رسامة وكاتبة سويدية استقرت في النرويج.
ولدت فيسك في أنجلهولم، وهي متزوجة من الرسام لارس فيسك. تم تعليمها في كلية الآداب في ستوكهولم، وأقامت في النرويج منذ عام 1994. ومن بين ألبوماتها الكوميدية «التحول» من عام 1999، «الحديث مع الحيوانات» من عام 2002، و «الرقص على السجاد» من عام 2004. نشرت مجلة القصص المصورة رابل من عام 2005 إلى عام 2009. تم ترشيح كتاب «مرحبا بالارض» لجائزة النقاد النرويجية في عام 2007. وقد حصل كتابها المصور «الأشياء الصغيرة والكبيرة التي يمكنك أن تصنعها بنفسك» على جائزتين في عام 2010، ومنحت جائزة بوكنستبريسن في عام 2014.
 